# Henryk Blinowski
Henryk Blinowski ps. „Blondyn”, „Gacek” (ur. 7 czerwca 1921 w Zawichoście, zm. 14 marca 1964) – żołnierz Narodowej Organizacji Wojskowej i Armii Krajowej.

## Życiorys
Był synem Romana. Dwukrotnie przedstawiany do odznaczenia Krzyżem Walecznym za akcje zbrojne. Odznaczenia tego jednak ostatecznie nie otrzymał; prawdopodobnie z powodu wycofania się Stronnictwa Narodowego z rządu londyńskiego na znak protestu przeciwko zawarciu układu Sikorski–Majski w 1941. Zmarł w śledztwie 14 marca 1964, a w 1994 postanowieniem Prezydenta RP z dnia 19 lipca 1994 został odznaczony pośmiertnie Krzyżem Narodowego Czynu Zbrojnego.

## Akcje wojskowe
Uczestniczył w kilkunastu akcjach bojowych takich jak:
- 28 kwietnia 1943 – opanowanie Zawichosta przez oddział NOW – Tarzana (wystawiono napis na północnej i południowej stronie miasta – Republika Zawichojska – „Niemcom wstęp wzbroniony”).
- 30 kwietnia 1943 – odbicie 22 więźniów na drodze Zawichost – Winiarki wspólnie z kolegą z oddziału Jerzym Krawczyńskim. Konwojenci zostali rozbrojeni i puszczeni wolno udali się pieszo w stronę Sandomierza bez broni i mundurów.
- 25 sierpnia 1943 – zamach pod Ożarowem Sandomierskim na generała dyw. Kurta Rennera ze sztabem.

Ponadto kilkakrotnie uczestniczył w rozbrajaniu funkcjonariuszy policji porządkowej Schutzpolizei, zasadzce na lotników niemieckich na trasie Zawichost – Sandomierz i w wielu innych akcjach bojowych.